# Don Stroud

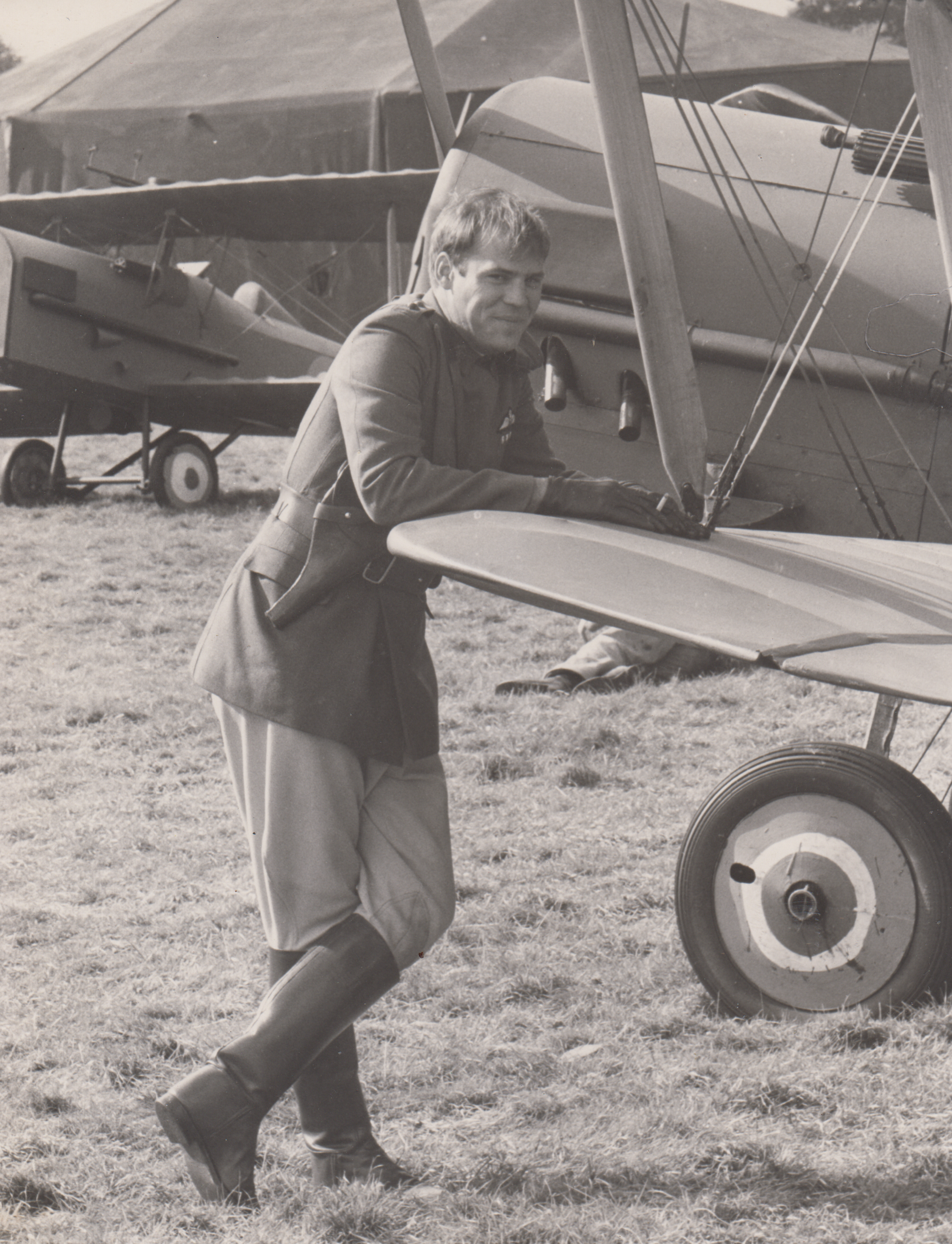
Don Stroud während der Dreharbeiten zu Manfred von Richthofen – Der Rote Baron in Irland (1970)

Donald Lee Stroud (* 1. September 1943 in Honolulu, Hawaii) ist ein US-amerikanischer Schauspieler.

## Leben
Stroud wuchs als Sohn des Vaudevillekünstlers Clarence Stroud auf. In seiner Jugend widmete er sich dem Surfen. Am Strand von Waikīkī wurde er vom Schauspieler Troy Donahue entdeckt, der ihn als sein Stuntdouble engagierte. Stroud zog daraufhin nach Hollywood, um selbst Schauspieler zu werden. Kurze Zeit später hatte er im Western Das Teufelsweib von Texas sein Spielfilmdebüt neben Doris Day, Peter Graves und George Kennedy.
Im Jahr 1968 spielte er neben Richard Widmark und Henry Fonda in dem Polizeifilm Nur noch 72 Stunden von Don Siegel. Im selben Jahr hatte er seine erste größere Filmrolle als Antagonist von Clint Eastwood in Siegels Actionfilm Coogans großer Bluff. 1971 war er als Arthur Roy Brown der Gegenspieler des deutschen Jagdfliegers Manfred von Richthofens in Roger Cormans Der Rote Baron. Im darauf folgenden Jahr trat er im Western Sinola ein weiteres Mal als Gegner von Clint Eastwood auf.
Ab Mitte der 1960er Jahre war Stroud auch als Fernsehschauspieler aktiv und spielte Gastrollen in Fernsehserien wie Die Leute von der Shiloh Ranch und Der Chef. 1973 war er Pin-up-Modell der Novemberausgabe des Erotik-Magazins Playgirl. Seine bis dahin gut verlaufene Filmkarriere geriet ins Stocken, in Folge spielte er vorwiegend in B-Movies, wie etwa dem Blaxploitation-Film Der Sohn des Mandingo mit Jim Brown in der Hauptrolle. Erwähnenswert sind außerdem seine Rolle als Father Bolen im Horrorfilm Amityville Horror von 1979 sowie 1989 seine Mitwirkung bei dem James-Bond-Film Lizenz zum Töten.
Von 1979 bis 1980 war er im Fernsehen als Sergeant Mike Varrick in der Fernsehserie Mrs. Columbo neben Kate Mulgrew in der Titelrolle zu sehen; die Serie wurde jedoch nach 13 Folgen eingestellt. Zwischen 1984 und 1987 verkörperte Stroud neben Stacy Keach in vier Staffeln der Krimiserie Mike Hammer nach den Romanen von Mickey Spillane den Polizeicaptain Pat Chambers. 2011 hatte er eine Nebenrolle in der Serie Hawaii Five-0, seine bisher letzte Rolle war 2012 die des Sheriffs Bill Sharp in Quentin Tarantinos Western Django Unchained.

## Filmografie (Auswahl)

### Fernsehserien
- 1966: Die Leute von der Shiloh Ranch (The Virginian)
- 1967: Der Chef (Ironside)
- 1970–1976: Hawaii Fünf-Null (Hawaii Five-0), drei Folgen
- 1973: Rauchende Colts (Gunsmoke)
- 1973: Cannon 3x08 Ein reizendes Paar
- 1974: Petrocelli 1x15 Einst ein Idol
- 1974: Die Straßen von San Francisco (The Streets of San Francisco)
- 1974: Barnaby Jones
- 1975: Die knallharten Fünf (S.W.A.T.)
- 1979–1980: Mrs. Columbo
- 1980: Drei Engel für Charlie (Charlie’s Angels)
- 1981: Ein Colt für alle Fälle (The Fall Guy)
- 1981: Hart aber herzlich (Hart to Hart) 2x13 Die Kugel des Mörders
- 1982: Knight Rider 1x04 Der Bandenkrieg
- 1982: Simon & Simon
- 1983: Das A-Team (The A-Team)
- 1984–1987: Mike Hammer (Mickey Spillane’s Mike Hammer), 46 Folgen
- 1985/1993: Mord ist ihr Hobby (Murder, She Wrote)
- 1985: Hunter (Folge 2x03: The Biggest Man In Town)
- 1987: Jake und McCabe – Durch dick und dünn (Jake and the Fatman)
- 1989: MacGyver
- 1991: Zurück in die Vergangenheit (Quantum Leap)
- 1992: Baywatch – Die Rettungsschwimmer von Malibu (Baywatch)
- 1993: Renegade – Gnadenlose Jagd (Renegade)
- 1994: Babylon 5 (Spacecenter Babylon 5)
- 1995: Walker, Texas Ranger
- 1997: Nash Bridges
- 1998: Pensacola – Flügel aus Stahl (Pensacola: Wings of Gold)
- 2011: Hawaii Five-0
- 2023: Magnum P.I.

### Filme
- 1967: Das Teufelsweib von Texas (The Ballad of Josie)
- 1968: Coogans großer Bluff (Coogan’s Bluff)
- 1968: Nur noch 72 Stunden (Madigan)
- 1968: Hochzeitsnacht vor Zeugen (What's So Bad About Feeling Good?)
- 1970: …tick… tick… tick…
- 1970: Bloody Mama
- 1971: Manfred von Richthofen – Der Rote Baron (Von Richthofen and Brown)
- 1972: Sinola (Joe Kidd)
- 1973: Der Sohn des Mandingo (Slaughter’s Big Rip-Off)
- 1976: Party des Grauens (Death Weekend)
- 1977: Die Chorknaben (The Choirboys)
- 1978: Die Buddy Holly Story (The Buddy Holly Story)
- 1979: Amityville Horror (The Amityville Horror)
- 1986: Zwei unter Volldampf (Armed and Dangerous)
- 1989: James Bond 007 – Lizenz zum Töten (Licence to Kill)
- 1990: Karate Tiger 5 – König der Kickboxer (The King of the Kickboxers)
- 1995: Carnosaurus – Attack of the Raptors (Carnosaur 2)
- 1995: Soldier Boyz
- 1997: Perdita Durango
- 2012: Django Unchained